# Língua amarasi
Amarasi é uma língua Malaio-Polinésia Central de Timor Ocidental falada pelo povo Amarasi, cerca de 70 mil falantes nativos, havendo 4 dialetos principais, Ro'is, Kotos, Tais Nonof e Ketun, havendo ainda diferença dentre as vilas onde são falados. Sua estrutura gramatical é SOB (Sujeito, Objeto, Verbo), sendo a língua considerada ainda em desenvolvimento Seus falantes convivem com os falantes da língua helong.

## Escrita
A língua amarasi usa o mesmo alfabeto latino da língua indonésia em termos de pronúncia e usa ainda o apóstrofo (‘) para representar uma oclusiva glotal.
| Alfabeto Amarasi | IPA     |
| ---------------- | ------- |
| a                | [a]     |
| b                | [b]     |
| e                | [ɛ]     |
| f                | [f]     |
| g                | [g]     |
| h                | [h]     |
| i                | [i]     |
| j                | [d͡ʒ]    |
| k                | [k]     |
| m                | [m]     |
| n                | [n]     |
| o                | [ɔ]     |
| p                | [p]     |
| r                | [ɾ]/[r] |
| s                | [s]     |
| t                | [t]     |
| u                | [u]     |
| '                | [ʔ]     |

c, d, l, q, v, w, x, y, são usadas somente em palavras de origrm estrangeira..

## Fonologia
O Amarasi apresenta 13 fonemas consoantes e as 5 vogais tradicionais. 

### Consoantes
|           | Labial | Apical | Palatal | Velar | Glotal |
| --------- | ------ | ------ | ------- | ----- | ------ |
| Plosiva   | p b    | t      | (d͡ʒ)    | k (g) | ʔ      |
| Fricativa | f      | s      |         |       | h      |
| Nasal     | m      | n      |         |       |        |
| Vibrante  |        | r      |         |       |        |

### Vogais
| i |   |   |   |   |
|   |   |   | u |   |
|   | ɛ |   |   |   |
|   |   |   |   | ɔ |
|   |   | a |   |   |

#### Variante fonéticaPhonetic Variance
Palavras que iniciam em vogal são faladas com um fonema glotal oclusivo antes da vogal:
| Fonema | Alofone | Tradução  |
| ------ | ------- | --------- |
| /akan/ | [ʔakɔn] | resmungar |
| /ain/  | [ʔain]  | antes     |
| /ɔɔn/  | [ʔɔn]   | colher    |
| /ɔʔɛn/ | [ʔɔʔɛn] | chamar    |
| /ɛuk/  | [ʔɛʊk]  | comer     |

Esa glotal oclusiva desaparece quando prefixos são anexados diante da vogal da raiz. Exemplo: o prefixo de 3ª pessoa. /n-/:
| Fonema        | Alofone |
| ------------- | ------- |
| /n-/ + /akan/ | [nakɔn] |
| /n-/ + /ain/  | [nain]  |
| /n-/ + /ɔɔn/  | [nɔn]   |
| /n-/ + /ɔʔɛn/ | [nɔʔɛn] |
| /n-/ + /ɛuk/  | [nɛʊk]  |

Porém, a glotal oclusiva não desaparece quando os prefixos adicionados a palavras que realmente já iniciam com a glotal oclusiva; nesse caso, a glotal oclusiva é pronunciada naturalmente na sua posição, entre o prefixo e o resto da palavra.
| Fonema         | Alofone  | Tradução             |
| -------------- | -------- | -------------------- |
| /n-/ + /ʔatɔr/ | [nʔatɔr] | arranja              |
| /n-/ + /ʔain/  | [nʔain]  | se direciona para    |
| /n-/ + /ʔɔban/ | [nʔɔbɐn] | cava (com focinho)   |
| /n-/ + /ʔɔnɛn/ | [nʔɔnɛn] | reza                 |
| /n-/ + /ʔɛɛr/  | [nʔɛɛr]  | olha intecionalmente |

As vogais Amarasi variam muito em sua pronúncia. Mesmo sendo mediais, /ɛ/ e /ɔ/ são perceptíveis como fonemas mais altos ([e] e [o] respectivamente), quando seguidos por vogais mais altas ou diante de certas consoantes como  /s/ e /k/ (para /ɛ/) ou qualquer labial (para /ɔ/). A vogal alta /a/ é frequentemente pronunciada como [ɪ] oua mesmo [e] na conversação informal speech.
Por não haver muitos pares mínimos em Amarasi, as consoantes plosivas são intercambiáveis com fricativas, desde que as duas consoantes sejam sonoras. Exempl: a palavra para 'redondo' (/kbubuʔ/) pode ser pronunciada tanto [kβʊβʊʔ] como [kbʊβʊʔ] sem nenhuma confusão.
Essas variantes fonéticas variam muito em função do dialeto, ou de preferência pessoal.
Outro exemplo: /r/ pode ser livremente pronunciado [r] ou [ɾ].